# Celeste (chanteuse)
Pour les articles homonymes, voir Celeste.
Celeste Epiphany Waite, née le 5 mai 1994 à Culver City (Californie, États-Unis), plus connue par son mononyme Celeste, est une chanteuse et auteure-compositrice britannique. Sa musique mêle la soul britannique et blues teintés de jazz sur des mélodies R&B.
À la fin de 2019, elle remporte à la fois un Brit Award et un BBC Music Award et a été nommée l'artiste de percée numéro un pour 2020 dans le sondage annuel de la BBC auprès de critiques de musique de Sound of 2020.
Depuis 2017, Celeste a sorti deux extended play et a accompagné Michael Kiwanuka en tournée. Elle a joué dans certains des plus grands festivals européens tels que Glastonbury, Primavera Sound et Rock en Seine, et a été incluse dans les listes d'artistes à voir en 2020 par des revues comme Vogue, The Guardian, NME, GQ, The Independent et le Daily Mail.

## Biographie et carrière

### 2020-présent:Not Your Muse
Le 9 janvier 2020, Celeste a été annoncée comme la gagnante du sondage musical de la BBC Sound of 2020, avant de sortir son premier single de l'année, Stop This Flame.
Le premier album studio de Celeste intitulé Not Your Muse est sorti le 29 janvier 2021 et a fait son entrée à la première place du UK Albums Chart.

## Discographie

### Album studio
| Titre         | Détails                                                                                                 |
| ------------- | --- |
| Not Your Muse | - Sortie : 29 janvier 2021 - Label : Polydor - Format : CD, vinyle, cassette, téléchargement, streaming |

### EP
| Titre                | Détails                                                                                              |
| -------------------- | --- |
| The Milk & The Honey | - Sortie : 10 mars 2017 - Label : Bank Holiday, WMG - Format : CD, téléchargement, streaming, vinyle |
| Lately               | - Sortie : 22 mars 2019 - Label : Polydor - Format : CD, téléchargement, streaming, vinyle           |

### Compilations
| Titre           | Détails                                                                           | Meilleur classement | Meilleur classement | Meilleur classement | Meilleur classement | Meilleur classement | Meilleur classement |
| Titre           | Détails                                                                           | UK Down.            | UK Sales            | UK Vinyl            | UK Phys.            | FLA                 | ÉCO                 |
| --------------- | --------------------------------------------------------------------------------- | ------------------- | ------------------- | ------------------- | ------------------- | ------------------- | ------------------- |
| Celeste         | - Sortie : 13 avril 2019 - Label : Polydor - Format : Vinyle                      | —                   | —                   | 23                  | 18                  | —                   | —                   |
| Compilation 1.1 | - Sortie : 6 décembre 2019 - Label : Polydor - Format : téléchargement, streaming | 7                   | 62                  | —                   | —                   | 187                 | 92                  |

### Singles

#### En tant qu'artiste principale
| Titre                                                               | Année | Meilleur classement | Meilleur classement | Meilleur classement | Meilleur classement | Meilleur classement | Meilleur classement | Meilleur classement | Meilleur classement | Meilleur classement | Meilleur classement | Album                     |
| Titre                                                               | Année | R-U                 | R-U Tél.            | FLA                 | WAL                 | CZE                 | FRA                 | HON                 | ISL                 | P-B                 | ÉCO                 | Album                     |
| ------------------------------------------------------------------- | ----- | ------------------- | ------------------- | ------------------- | ------------------- | ------------------- | ------------------- | ------------------- | ------------------- | ------------------- | ------------------- | ------------------------- |
| Daydreaming                                                         | 2016  | —                   | —                   | —                   | —                   | —                   | —                   | —                   | —                   | —                   | —                   | The Milk & the Honey (EP) |
| Milk & Honey                                                        | 2017  | —                   | —                   | —                   | —                   | —                   | —                   | —                   | —                   | —                   | —                   | The Milk & the Honey (EP) |
| Not for Me                                                          | 2017  | —                   | —                   | —                   | —                   | —                   | —                   | —                   | —                   | —                   | —                   | single uniquement         |
| Both Sides of the Moon (Live) (avec Gotts Street Park)              | 2018  | —                   | —                   | —                   | —                   | —                   | —                   | —                   | —                   | —                   | —                   | Lately (EP)               |
| Lately (avec Gotts Street Park)                                     | 2018  | —                   | —                   | —                   | —                   | —                   | 128                 | —                   | —                   | —                   | —                   | Lately (EP)               |
| Father's Son                                                        | 2019  | —                   | —                   | —                   | —                   | —                   | —                   | —                   | —                   | —                   | —                   | Lately (EP)               |
| Coco Blood                                                          | 2019  | —                   | —                   | —                   | —                   | —                   | —                   | —                   | —                   | —                   | —                   | single uniquement         |
| Strange                                                             | 2019  | —                   | 45                  | 47                  | —                   | —                   | 63                  | —                   | —                   | —                   | 68                  | Not Your Muse             |
| Stop This Flame                                                     | 2020  | 47                  | 13                  | 5                   | 6                   | 7                   | 55                  | 24                  | 27                  | 21                  | 12                  | Not Your Muse             |
| I Can See the Change (en)                                           | 2020  | —                   | —                   | 43                  | —                   | —                   | —                   | —                   | —                   | —                   | —                   | Hors album                |
| Little Runaway                                                      | 2020  | —                   | —                   | 42                  | 38                  | —                   | —                   | —                   | —                   | —                   | —                   | Hors album                |
| Hear My Voice                                                       | 2020  | —                   | —                   | —                   | —                   | —                   | —                   | —                   | —                   | —                   | —                   | Not Your Muse             |
| A Little Love                                                       | 2020  | 59                  | 4                   | —                   | —                   | —                   | —                   | —                   | —                   | —                   | —                   | Not Your Muse             |
| Love Is Back                                                        | 2020  | —                   | 26                  | 44                  | —                   | —                   | —                   | —                   | —                   | —                   | —                   | Not Your Muse             |
| « — » indique que le single n'est pas sorti ou classé dans le pays. |       |                     |                     |                     |                     |                     |                     |                     |                     |                     |                     |                           |

#### En tant qu'artiste vedette
| Titre                                             | Année | Meilleur classement | Meilleur classement | Meilleur classement | Meilleur classement | Meilleur classement | Meilleur classement | Meilleur classement | Meilleur classement | Album                          |
| Titre                                             | Année | UK                  | UK Dance            | CAN Dig.            | IRL                 | ÉCO                 | SUÈ                 | NZ Hot              | US Rock             | Album                          |
| ------------------------------------------------- | ----- | ------------------- | ------------------- | ------------------- | ------------------- | ------------------- | ------------------- | ------------------- | ------------------- | ------------------------------ |
| Sing That Song (Tieks (en) featuring Celeste)     | 2014  | 90                  | 18                  | —                   | —                   | 90                  | —                   | —                   | —                   | single uniquement              |
| Touch Me (Avicii featuring Celeste Waite)         | 2015  | —                   | 37                  | —                   | —                   | —                   | 69                  | —                   | —                   | Stories                        |
| Times Like These (partie de Live Lounge Allstars) | 2020  | 1                   | —                   | 8                   | 64                  | 1                   | —                   | 5                   | 12                  | single uniquement              |
| 30,000 Feet (Jeshi featuring Celeste)             | 2020  | —                   | —                   | —                   | —                   | —                   | —                   | —                   | —                   | Bad Taste                      |
| Ready For You (Black Coffee featuring Celeste)    | 2020  | —                   | —                   | —                   | —                   | —                   | —                   | —                   | —                   | Subconsciously                 |
| It's All Right (Jon Batiste featuring Celeste)    | 2020  | —                   | —                   | —                   | —                   | —                   | —                   | —                   | —                   | Soul (Bande originale du film) |

#### Singles promotionnels
| Titre             | Année | Album             |
| ----------------- | ----- | ----------------- |
| Not for Me        | 2017  | Non-album singles |
| She's My Sunshine | 2019  | Non-album singles |
| La Vie en rose    | 2020  | Not Your Muse     |
| I'm Here          | 2020  | Not Your Muse     |

### Vidéos musicales
| Titre                                     | Année | Réalisateur                           |
| ----------------------------------------- | ----- | ------------------------------------- |
| Daydreaming                               | 2016  | Bafic                                 |
| Lately (avec Gotts Street Park)           | 2019  | Sam Hiscox                            |
| Father's Son                              | 2019  | Bob Harlow                            |
| Coco Blood                                | 2019  | Akinola Davids (a.k.a. Crack Stevens) |
| Strange (Live)                            | 2019  | Colin Solal Cardo                     |
| Celeste: Chapter 1                        | 2019  | UMG                                   |
| Strange (Lyric Video)                     | 2019  | Celeste Waite                         |
| You Do Something to Me (avec Paul Weller) | 2019  | Colin Solal Cardo                     |
| Strange                                   | 2019  | Silent Tapes                          |
| Stop This Flame                           | 2020  | Leonn Ward,                           |
| I Can See the Change                      | 2020  | Sophie Jones                          |
| Little Runaway                            | 2020  | Sophie Jones                          |
| Hear My Voice                             | 2020  | NC                                    |
| A Little Love                             | 2020  | Silent Tapes                          |
| Love Is Back                              | 2021  | Sammy King                            |
| To Love A Man                             | 2022  |                                       |

## Distinctions

### Nominations
- Golden Globes 2021 :  Meilleure chanson originale pour Hear My Voice dans le film Les Sept de Chicago
- Oscars 2021 : Meilleure chanson originale pour Les Sept de Chicago